# 日EU投資交渉会合
日EU投資交渉会合（にち・いーゆーとうしこうしょうかいごう）とは、2018年に開始された日本と欧州連合間における、投資保護規律及び投資紛争解決手続連携強化を目的とする協定締結のための交渉である。

## 経緯
これは、元々は日本・EU経済連携協定（日EUEPA）交渉の一部として行われていたものが、日EUEPAから分離され別途交渉することになったものである。通商協定の投資分野を巡っては欧州司法裁判所は2017年5月、対外交渉の権限をEUだけでなく、加盟国も共有していると判断したため、EUでは投資部分を含む通商協定の発効にはすべてのEU加盟国の議会と一部地方議会の批准・承認手続きが必要となっており、2016年にはカナダとの包括的経済・貿易協定（CETA）を巡って、ベルギー地方議会の反対で承認が遅れて混乱した。切り離しでこうした不透明要因をなくし、日EUEPAの発効を優先させるためのものであった。

## 会合の日程
2018年4月26日に、ベルギーのブリュッセルにおいて日EU投資保護に関する事務的協議が開催され、今後の日EU投資交渉の進め方について協議がされた 。
2018年7月9日〜7月11日の日程でベルギーのブリュッセルにおいて日EU投資交渉会合の開催が開催され、双方はこの交渉の早期妥結に向けて引き続き協議していくことで一致した 。
2019年3月20日及び3月20日の日程で日本の東京において日EU投資交渉会合の開催が開催され、双方は実体規定（投資保護規律を含む）、紛争解決手続規定等について意見交換を行い、引き続き協議していくことで一致した 。
2019年3月の段階では、2019年秋に交渉会合を行うとされていたが、開催されず2024年3月まで交渉についての公表はない。